# Jamie's Elsewhere
Jamie's Elsewhere was een Amerikaanse posthardcoreband afkomstig uit Sacramento, Californië

## Personele bezetting
Leden tot 2015
- Matt Scarpelli – leidende gitaar (2005–2015), slaggitaar (2011–2015), leidende vocalen (2014–2015)
- Mike Spearman – keyboards, achtergrondvocalen (2005–2015), drums (2011–2013)
- Chance Medeiros – bas (2008–2015)
- Zach Wasmundt – drums (2013–2015)

Voormalige leden
- Anthony Carioscia – slaggitaar (2005–2008)
- Nick Rodriguez – bas (2005–2008)
- Anthony Scarpelli – drums (2005–2008)
- Chris Paterson – leidende vocalen (2005–2008)
- Mike Wellnitz – slaggitaar (2008–2011)
- Scott Daby – drums (2008–2011)
- Aaron Pauley – leidende vocalen (2008–2012)
- Justin Kyle - leidende vocalen (2012-2014)

Tijdlijn

## Discografie

### Studioalbums
- Guidebook for Sinners Turned Saints (2008)
- They Said a Storm Was Coming (2010)
- Rebel-Revive (2014)

### Ep's
- Unreleased Sessions E.P. (2009)
- Goodbye Rocket Man, St. George Is Under Fire (2007)
- Reimagined (2012)
- [A Ghost with an image] (2012)